# ザ・ナム
『ザ・ナム』（The 'Nam）とは、ベトナム戦争を従軍兵士の観点から描いたアメリカの戦記コミック。マーベル・コミックスによって1986年から7年にわたってコミックブックシリーズとして刊行された。発刊時の原作はダグ・マーレイ、作画家はマイケル・ゴールデン、編集者はラリー・ハマである。アメリカがベトナムで軍事介入を行った1965年から1973年の間に起きた実際の出来事を、およそ同じ時間の進み方で描くシリーズとして構想された。1991年に並木書房から日本語版『コミック・ザ・ナム―米歩兵部隊の最前線物語』全2冊が刊行された。

## あらすじ
物語は架空の兵士エドワード・マークス上等兵の視点から構成されている（他のキャラクターが取り上げられることもある）。第1号でベトナムに配備されたマークスは到着早々に索敵殲滅作戦に参加し、戦地に馴染んでいく。月刊コミックブックの各号で作中時間も1カ月ずつ進み、刊行時から約20年前の出来事が次々に描かれていく。
扱われる内容には1968年のテト攻勢のような有名な出来事もあれば、兵士間の人間関係や、ベトナム地元民もしくは米国にいる友人や家族などとの交流のような個人的事件もある。一部のストーリーは人間味のない士官とのやり取りや戦闘描写のようにどの時代の戦記漫画にも見られるものだが、休暇中の兵士が反戦市民からの敵意を個人的に負うなどベトナム戦争に特有の展開もある。

## 出版の経緯

### 発刊まで
1984年、ベトナム従軍経験のあるマーベル・コミックス編集者ラリー・ハマは、同じく元兵士のダグ・マーレイに対してモノクロのアンソロジー誌『サヴェッジ・テールズ』（第2シリーズ）にベトナム戦争物を書くよう持ち掛けた。作画にはマイケル・ゴールデンが選ばれた。マーレイによってリアリズム重視のスライス・オブ・ライフ連作として書かれた The 5th of the 1st は読者から高い人気を得た。1986年、マーベル編集長ジム・シューターがモックアップの表紙を持ってハマを訪れた。ハマによるとそれは「『G.I.ジョー』の表紙をカラーコピーしたものだった。顔に迷彩ペイントを施した歩兵がジャングルの密な葉を透かして何かを見つめていた。絵の上には THE 'NAM というロゴが貼り付けてあった」 シューターは表紙にぴったりくるシリーズを作り出すよう命じた。
ハマは一般兵士のリアルな体験を描くシリーズを作ろうと考え、マーレイに企画書の作成を依頼した。マーベル作品としては異色の路線であり、経営陣から承認を得るため第1号の制作が完了するまで詳細は秘密にされていたという。ハマとマーレイは戦争の政治的な側面を無視して平凡な一兵士の観点に焦点を合わせようとした。マーレイは本作についてこう述べている。「普通の兵士があの戦争をどのように見ていたかをそのまま正確に写し取ったものだ。あれは通常の経験の埒外だった。我々が知っている「世界」はどこか別の場所にあった」 帰国の日を待ち望む兵士たちの感覚を伝えるため、1号ごとにリアルタイムで1か月の時間が進むように決められた。「誇張なしに全員がカレンダーを持っていて、アメリカに戻るまで何日あるか数えていた。コミックブックでそれを少しでも表現する方法がどうしても欲しかった」
作中で第23歩兵連隊が行う戦闘は事実に基づいている。描かれた内容すべてではないが、実際に起こった歴史的事件については正しい。登場人物が使う軍隊用語もリアルなものであり、各号の巻末には用語解説がつけられた。マーレイは多くの読者を獲得するため、コミックス・コードの承認を受けようと考えた。「ストーリーが部分的にでも子供に伝わるようにしたかった。そしてできれば年長の読者にも中身について話し合って欲しかった」とマーレイは述べている。しかしコードの規定によって薬物使用のような題材は扱えず、ののしり語も使えなくなった。
その当時、ゴールデンはDCコミックスの「バットマン」を手掛けようとしていたが、スーパーヒーロー作品を描くのに飽き、新しいことに取り組みたいと考えていた。ハマから企画を示されたゴールデンは「その世代の一人として、やってみたいと思った」という。マーレイは本作のようなシリーズにゴーサインが出たことに驚きながらも、編集長のシューターが「様々なジャンルで様々な実験をやりたがっていた」と証言している。マーレイはそれでも本作が12号止まりで消えると予想していたが、実際には売れ行きは極めて良く、第1号は同月の『X-メン』を販売部数で上回った。

### 路線変更
12号が刊行されたころ、マーベル社内で大きな方針転換があり、シリーズの立ち上げを支持した編集長シューターが会社を去った。本作は30万部という高い発行部数を維持していたが、多くの変更が加えられることになった。当初使われていた新聞用紙は発色のいい光沢紙に替えられ、作画のゴールデンは降板させられた。原作者マーレイもシリーズを固辞した。マーレイは当初からの主人公エド・マークスがシリーズ後半でレポーターとなってベトナムに戻り、エージェント・オレンジ（枯葉剤）の問題を報道する展開を考えていたが、その構想は白紙に返った。後を継いだドン・デイリーはスーパーヒーロー・キャラクターを登場させ、リアルタイムのストーリー展開を捨てる決断を下した。
インディペンデント系出版社で『ベトナム・ジャーナル』を描いていたベトナム帰還兵のドン・ロマックスは1990年代初頭に『ザ・ナム』の原作を引き継いだ。この時期マーベルは当時人気があったパニッシャーをゲスト出演させて売り上げ低下に対処しようとした。しかしコミック界全体の景気悪化が始まっており、本作は1993年に終刊した。その後、一種のエピローグがパニッシャーの特別号『パニッシャー・イン・ザ・ナム: ファイナル・インヴェージョン』として刊行された。本編で未刊行だった第85号、第86号もここで収録された。
1988年から1989年にかけて、マーベルは『ザ・ナム・マガジン』を延べ10号発行した。本シリーズの第20号までを白黒雑誌サイズで再版したものである。
本作の登場人物マイケル・"アイス"・フィリップスは『パニッシャー・ウォー・ジャーナル』第1シリーズ第52-53号、および『パニッシャー・ウォー・ゾーン』第1シリーズ第27-30号で再登場した。

## 社会的評価
刊行中の1987年にジャック・カービー賞新シリーズ部門にノミネートされた。ウェブメディアのコミックブック・リソーシズは1986年のマーベル・コミックス作品の中で一、二を争う傑作だとした。
海兵隊を退役した元『ニューズウィーク』編集者ウィリアム・ブロイルズJRは、本作が「ある種のざらっとしたリアリティ」を持っていると称賛した。しかしベトナム戦争退役軍人記念基金会長ジャン・スクラグスは、ベトナム戦争をコミックで扱っていいか、ベトナム戦争が卑小化されないかと疑問を投げかけた。著名なベトナム帰還兵団体であるブラヴォー・オーガニゼーションからは、オリバー・ストーンの『プラトーン』を抜いて「ベトナム戦争を描いたメディアの中で最上」だと評価されている。

## 単行本
- Volume 1（The 'Nam #1-4収録）, 1987, 96 pages, ISBN 0-87135-284-2
- Volume 2（The 'Nam #5-8収録）, 1988, 96 pages, ISBN 0-87135-352-0
- Volume 3（The 'Nam #9-12収録）, 1989, 96 pages, ISBN 0-87135-543-4
- The 'Nam（The 'Nam #1-4収録）, 1999, 96 pages, Marvel's Finest, ISBN 0-7851-0718-5
- The 'Nam（The 'Nam #1-10収録）, 2009, 248 pages, ISBN 978-0-7851-3750-4
- The 'Nam（The 'Nam #11-20収録）, 2010, 240 pages, ISBN 978-0-7851-4957-6
- The 'Nam（The 'Nam #21-30 および Savage Tales Vol. 2 #1 & 4掲載作を収録）, 2011, 248 pages, ISBN 978-0-7851-5898-1

## 関連文献
- Scott, Cord (2014). Comics and Conflict: Patriotism and Propaganda from WWII through Operation Iraqi Freedom. Naval Institute Press. ISBN 9781612514772